# NGC 1332

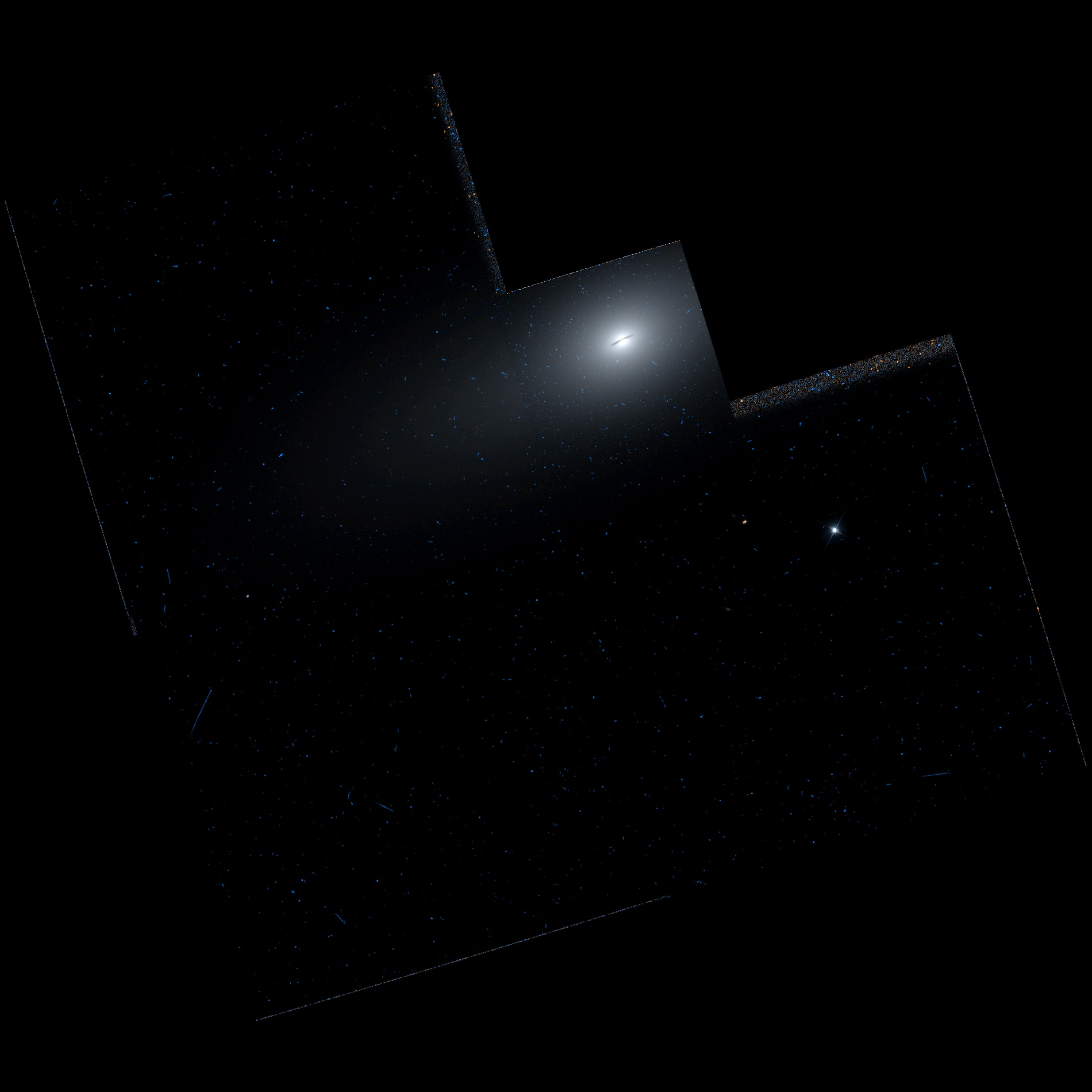

NGC 1332 è una galassia lenticolare nella costellazione di Eridano.
Si individua 1,5 gradi a ENE della stella τ4 Eridani; si tratta di una galassia lenticolare vista quasi di taglio, così appare priva di particolari sia con un telescopio amatoriale, sia con telescopi più potenti, dove si presenterà come un fuso allungato in senso ESE-WNW, più luminoso al centro. Negli immediati dintorni sono vidibili altre galassie minori, come NGC 1331 (IC 324). Dista dalla Via Lattea oltre 100 milioni di anni-luce.